# Одуванчик — толстые щёки
«Одува́нчик — то́лстые щёки» (укр. Кульбаба — товсті щоки) — советский рисованный мультипликационный фильм.

## Сюжет
Кузнечик, прыгая по лугу и живо интересуясь всем происходящим вокруг, повстречался с Одуванчиком в период его отцветания, и заинтересовался, почему он «толстощёкий», чем вызвал у последнего замешательство и сомнения о своём здоровье. Одуванчик немедленно звонит в «Скорую помощь» Пауку. Приехав на вызов, осмотрев и выслушав пациента, Паук-врач своими советами ещё больше ставит Одуванчика в замешательство.

В Справочном бюро Гусеница также не может дать Одуванчику ответ на вопрос о причине толстых щёк.

К расстроенному Одуванчику возвращается Кузнечик и продолжает его дразнить. Неожиданно Одуванчик представляет себя со стороны и начинает хохотать. От смеха с «головы» Одуванчика  начинают облетать пушинки, и очень скоро к его радости «щёки» худеют.

## Создатели
| автор сценария            | Феликс Кривин |
| режиссёр                  | Алла Грачёва |
| художник-постановщик      | Николай Чурилов |
| оператор                  | С. Никифоров |
| звукооператор             | Игорь Погон |
| композитор                | Александр Канерштейн |
| редактор                  | Светлана Куценко |
| художники-мультипликаторы | Константин Чикин, В. Баев, Н. Бондарь |
| роли озвучивали           | Григорий Шпигель — Одуванчик (Борислав Брондуков — украинское озвучивание), Клара Румянова — Кузнечик (Людмила Игнатенко — украинское озвучивание), Георгий Кислюк — Паук-доктор, Людмила Игнатенко — Гусеница из справочной службы |
| ассистенты                | Р. Лумельская, Т. Черни, О. Радковский, Ю. Сребницкая, И. Доценко |
| директор картины          | Иван Мазепа |

## Издания
- Мультфильм выпускался на DVD-сборнике «Одуванчик — толстые щёчки»[1].